# 成武県
成武県（せいぶ-けん）は中華人民共和国山東省菏沢市に位置する県。

## 歴史
春秋時代には郜国に属した。秦の始皇帝の時に成武県が置かれた。
前漢では、はじめ梁国に属し、景帝6年（紀元前151年）から山陽国、建元5年（紀元前136年）から山陽郡に属した。
新の時代に成安県（せいあんけん）と改称したが、後漢で戻された。
556年に永昌郡となった。隋代に再び成武県となり、明代に城武県となる。1735年、曹州府に属し1958年再び成武県となる。
出身著名人物に中国の春秋戦国時代に穆公（ぼくこう）に仕えた伯楽（孫陽）がいる。

## 行政区画
- 街道:文亭街道、永昌街道
- 鎮:大田集鎮、天宮廟鎮、汶上集鎮、南魯集鎮、伯楽集鎮、苟村集鎮、白浮図鎮、孫寺鎮、九女集鎮、党集鎮、張楼鎮